# The Fureys
The Fureys is een Ierse folkband met een Travellers-achtergrond. Sinds het toetreden van Davey Arthur treden op onder de naam "The Fureys and Davey Arthur".
In 2003 vierden The Fureys hun 25-jarig bestaan. De groep ontstond in 1978 en bestond constant uit de vier broers Eddie, Finbar, Paul, George Furey en Davey Arthur. Voor deze groep ontstond hebben George, Paul en Davey nog een tijdje rond getoerd als The Buskers.
De professionele muzikale loopbaan van The Fureys ontstond in het midden van de jaren 1960 toen het duo Eddie & Finbar Furey gevormd werd. Zij vertrokken naar Schotland en bouwden daar aan hun toekomst. Zij waren de twee oudste zoons van Ted en Nora Furey. Dit ouderpaar was ook erg muzikaal: vader een zanger en violist en moeder een zangeres en accordeon- en banjospeelster.

## Leden
De leden van de band zijn:
- Davey Arthur geboren 24 september 1954 in Donegal. Van 1972 tot 1993 in de band. Banjo, mandoline, gitaar en zang;
- Eddie Furey. - geboren 23 december 1944 in Dublin; gitaar, mandola, mandoline, harmonica, viool, bodhrán, zang
- Finbar Furey, geboren 28 september 1946 in Dublin; (getrouwd met Sheila), zang, uilleann pipes, banjo, tin-whistle, fluit
- George Furey, geboren 11 juni 1951 in Dublin. Kwam bij de groep in 1980. Zang, gitaar, accordeon, mandola, autoharp
- Paul Furey, - geboren 6 mei 1948 in Dublin; overleden 17 juni 2002 in Dublin. Kwam bij de groep in 1973, Getrouwd met Catherine; drie zoons. Accordeon, melodeon, concertina, fluiten, bones, spoons, zang
- Dominic Leech, accordeon
- Luke Crowley, basgitaar, fluit en piano
- Stephen Leech, Banjo

## Discografie
Finbar Furey en diverse albums
- Traditonal Irish Pipe Music, 1969
- The Clancy Brothers, Christmas, 1969 met Finbar en Eddie Furey
- The Clancy Brothers, Flowers in the Valley, 1970, met Finbar en Eddie Furey
- The Irish pipes of Finbar Furey, 1972
- Peace & Enjoyment, Love & Pleasure - met Brian McNeill
- Finbar Furey - Prince of Pipers, 1974, (met uitvoerige uitleg over de uilleann pipes)
- Tomorrow we Part, Finbar Furey en Robert Stewart, 1976
- Sweetest Summer Rain
- The Finbar Furey Songbook
- Folk Friends, 1978 (compilatie-album)
- Folk Friends (2), 1981 (compilatie-album)
- RTE Festival Folk volume I, 1982  (compilatie-album)
- RTE Festival Folk, volume II, 1983 (compilatie-album)
- RTE Festival Folk, volume III, 1984 (compilatie-album)
- Love Letters, 1990
- Paddy Reilly, The Gold and Silver Days, 1991, met Finbar en Paul Furey
- The Wind and the Rain, Traditional Irish Pipe Music, 1997
- Aran, Celtic Gypsy Music, met Bob Stewart, 1999
- Gibb Todd, Connected, 1999, met Finbar Furey
- We Dreamed our Dreams, A Celebration of St. Partrick's Day, (Compilatie-album), 2001
- Chasing Moonlight: Love Songs of Ireland, 2003
- New York Girls, 2003

Eddie and Finbar Furey
- The Lonesome Boatman, 1969
- The Dawning of the Day, 1972
- Four Green Fields, 1972
- Irish Pipe Music, Hornpipes, airs & reels, 1974
- A Dream in My Hand, 1974
- Irish Folk Festival 1974, met vader Ted Furey en The Buskers
- The 2nd Irish Folk Festival on Tour, 1975
- I Live not Where I Love, 1975
- The Farewell Album, 1976, (met Hannes Wader zang en gitaar)
- I Know Where I'm Going, met Paddie Bell, 1976
- The Town Is Not Their Own, 1981
- Finbar & Eddie Furey - The Collection

The Buskers, Ted Furey, and the Furey Family
- Ted Furey, Toss the Feathers, (met Brendan Byrne), 1969
- The Life of a Man, 1973, (met Brendan Leeson)
- The Buskers, 1974.
- The Furey Family, Intercord, 1977.

The Fureys and Davey Arthur
- Emigrant, Polydor, 1977.
- Morning on a Distant Shore, 1977.
- Banshee, Dolby, 1978.
- The Green Field of France, 1979
- The Story of The Furey Brothers and Davey Arthur, 1980
- When You Were Sweet 16, 1982
- In Concert, 1983
- Steal Away, Ritz, 1983.
- Golden Days, K-Tel, 1984.
- In Concert, Ritz, 1984.
- At the End of a Perfect Day, 1985.
- The First Leaves of Autumn, 1986.
- Red Rose Café/Irish Eyes/Sitting Alone, 1987,(EP)
- Dublin Songs, 1988
- Poor Man's Dream, 1988.
- The Scattering, 1988, laatste album met Davey Arthur
- Wind of Change, 1992
- Claddagh Road, 1994
- Alcoholidays
- I Will Love You
- The Best of the Fureys and Davey Arthur, 1993
- Winds of Change, 1992
- May We All Someday Meet Again, 1993, zonder Finbar Furey
- The Fureys 21 Years On, 1999, zonder Finbar Furey
- The Essential Fureys, 2001
- Chaplin Sings … The Fureys Sing Chaplin, 2002, zonder Finbar Furey
- My Father's House, 2003
- 25th Anniversery Collection, 2003

- At home in Ireland (video)